# 阿賀北地域
阿賀北地域（あがきたちいき、阿賀北）とは、新潟県の地域呼称の一つである。本来は阿賀野川の右岸（北部）に位置する新発田市・北蒲原郡周辺のみを指していた。しかし現在は、さらに北に位置する村上市・岩船郡を含む場合が多い。
稀ではあるが東蒲原郡阿賀町を含む事もある。これは東蒲原郡は本来全く独立された歴史観や文化圏であったが、近年急速にマイノリティ化が進んでしまったためである。その他阿賀町は、近年では阿賀野川左岸の五泉市とも交流が深い。
なお、地理的には新潟市北区も阿賀野川の右岸に位置するが、以前は当地域と同一であった行政サービスなどの大部分が既に新潟市に移管され、文化圏や商圏も異なるためここでは含まないこととする。

## 特徴
- 阿賀野川の南部とは、方言などが少し異なる（庄内地方の方言と共通点が多い。南部である五泉市もこちらに近い）。アクセントは「外輪東京式アクセント」またはその亜種の「北奥羽式アクセント」である。詳しくは北越方言参照。
- 交通の面で新潟市と山形県・福島県の中間地点である。
- 高等学校普通科の通学学区が廃止されるまでは、この地域一体でまとまっていた[1]（阿賀町を除く。かつて同一学区であった豊栄市（現・新潟市北区の一部）は廃止される2年前に合併に伴い新潟学区へ変更された）。

## 構成自治体

### 新発田地域
- 新発田市
- 阿賀野市
- 胎内市
- 北蒲原郡
  - 聖籠町

### 岩船地域
- 村上市
- 岩船郡
  - 粟島浦村
  - 関川村

### 東蒲原地域
- 東蒲原郡
  - 阿賀町

## 主な交通

### 鉄道路線

#### 在来線
- 東日本旅客鉄道（JR東日本）
  - 羽越本線
    - 京ケ瀬駅 - 水原駅 - 神山駅 - 月岡駅 - 中浦駅 - 新発田駅 - 加治駅 - 金塚駅 - 中条駅 - 平木田駅 - （坂町駅 - 平林駅 - 岩船町駅 - 村上駅 - 間島駅 - 越後早川駅 - 桑川駅 - 今川駅 - 越後寒川駅 - 勝木駅 - 府屋駅）

  - 白新線
    - 佐々木駅 - 西新発田駅 - 新発田駅

  - 米坂線
    - 越後金丸駅 - 越後片貝駅 - 越後下関駅 - 越後大島駅 - 坂町駅

以下の路線は阿賀町を含めた場合である。
- 東日本旅客鉄道（JR東日本）
  - 磐越西線
    - 豊実駅 - 日出谷駅 - 鹿瀬駅 - 津川駅 - 三川駅 - 五十島駅 - 東下条駅

### 道路

#### 高速道路
- 日本海東北自動車道
  - 聖籠新発田インターチェンジ - 加治川紫雲寺バスストップ - 中条インターチェンジ - 中条本線料金所 - 荒川胎内インターチェンジ - 神林岩船港インターチェンジ
- 磐越自動車道
  - 安田インターチェンジ-阿賀野川サービスエリア-三川インターチェンジ-三川バスストップ-津川インターチェンジ-上川パーキングエリア

（阿賀野川サービスエリア～上川パーキングエリア間は阿賀町を含めた場合である）

#### 一般国道
- 国道7号
- 国道49号
- 国道113号
- 国道290号
- 国道345号
- 国道459号
- 国道460号